# Лалић
Лалић (слч. Laliť, мађ. Liliomos) село је у општини Оџаци, Западнобачком округу, у Србији. Село Лалић одржава посебне везе са општином Мошовце у Словачкој. Према попису из 2022. било је 1085 становника.
Овде се налази ФК Панонија Лалић.

## Историја
У време Терезијанске и Јозефијанске колонизације првих три стотине српских и словачких породица у периоду од 1760. до 1790. године населили су коморско добро Пустару Лалић. Прва општинска управа формирана је 1761. године 1764. уписан је први новорођени Штрбачки Василије и први венчани Стеван Деспотов. Радно способно и верско толерантно становништво је населило просторе Лалића. Срби и Словаци су се лако уклопили у заједнички живот. Прво насеље није се налазило на садашњем месту, а напуштено је зато што су се куће због мочварног земљишта срушиле. Лалић се први пут спомиње као село Срба слободних сељака 1769. године. Они су се доселили под вођством Арсенија III Чарнојевића. 1788. године у Лалић су дошли и први Словаци. Они су првобитно били колонизовани у Банату, али су одатле склонили због сталних турских напада. Друга знатно већа група Словака стигла је 1780. из Словачке, околина Татре, и то из Пештанске, Звоњенске, Гемерске и Њитрањске жупаније. Према запису из 1834. на зиду православне цркве тада је у селу било 1606 становника. Број становника се споро повећавао како због исељавања на друга места тако и због епидемија и поплава. За време велике епидемије колере 1836. године умрло је преко 900 лица, а међу њима и поп. Када би се Дунав излио вода би у атарима остала скоро годину дана. Многе куће су се од влаге срушиле а кроз село се ишло чамцем. После поплаве дошла је епидемија колере. У једној од епидемија умрло је стотине Словака, а ниједан Србин. Предање каже да су Срби нешто себи кували и јели и тако се спасли, а можда је то само неки природни фактор или можда стечени имунитет. 1873. доселило се и 15 јеврејских породица. Сем њих било је и нешто Мађара и Немаца. Уз цркве и школе је био везан сав културни и просветни живот. Словачка евангелистичка црква грађена је од 1848. до 1852. године. Уз српску цркву ради српска школа. Српска црква са лепим олтаром и барокним звоником саграђена је 1834. Према попису из 1900. Лалић је имао 2.530 становника и 465 кућних бројева.

## Демографија
Кретање броја становника:
- 1834: 1.606
- 1900: 2.530

Према попису из 2011. било је 1343 становника (према попису из 2002. било је 1646 становника). У насељу има 563 домаћинстава, а просечан број чланова по домаћинству је 2,38.
У насељу Лалић 2002. живело је 1335 пунолетних становника, а просечна старост становништва износила је 41,6 година (39,8 код мушкараца и 43,3 код жена).
Становништво у овом насељу веома је нехомогено, а у последња четири пописа примећен је пад у броју становника.
|  |

| Демографија | Демографија | Демографија |
| Година      | Становника  | Становника  |
| ----------- | ----------- | ----------- |
| 1948.       | 2.365       |             |
| 1953.       | 2.351       |             |
| 1961.       | 2.351       |             |
| 1971.       | 2.125       |             |
| 1981.       | 1.859       |             |
| 1991.       | 1.699       | 1.649       |
| 2002.       | 1.646       | 1.702       |
| 2011.       | 1.343       | 1.423       |

| Етнички састав према попису из 2002.‍ | Етнички састав према попису из 2002.‍ | Етнички састав према попису из 2002.‍ | Етнички састав према попису из 2002.‍ | Етнички састав према попису из 2002.‍ |
| ------------------------------------ | ------------------------------------ | ------------------------------------ | ------------------------------------ | ------------------------------------ |
|                                      |                                      |                                      |                                      |                                      |
| Словаци                              | Словаци                              |                                      | 796                                  | 48,35%                               |
| Срби                                 | Срби                                 |                                      | 702                                  | 42,64%                               |
| Русини                               | Русини                               |                                      | 27                                   | 1,64%                                |
| Југословени                          | Југословени                          |                                      | 21                                   | 1,27%                                |
| Роми                                 | Роми                                 |                                      | 15                                   | 0,91%                                |
| Украјинци                            | Украјинци                            |                                      | 12                                   | 0,72%                                |
| Хрвати                               | Хрвати                               |                                      | 4                                    | 0,24%                                |
| Црногорци                            | Црногорци                            |                                      | 2                                    | 0,12%                                |
| Мађари                               | Мађари                               |                                      | 2                                    | 0,12%                                |
| Муслимани                            | Муслимани                            |                                      | 1                                    | 0,06%                                |
| Македонци                            | Македонци                            |                                      | 1                                    | 0,06%                                |
| непознато                            | непознато                            |                                      | 2                                    | 0,12%                                |

| Година пописа     | 1948. | 1953. | 1961. | 1971. | 1981. | 1991. | 2002. |
| ----------------- | ----- | ----- | ----- | ----- | ----- | ----- | ----- |
| Број домаћинстава | 668   | 700   | 750   | 727   | 705   | 640   | 667   |

| Број чланова      | 1   | 2   | 3   | 4   | 5  | 6  | 7 | 8 | 9 | 10 и више | Просек |
| ----------------- | --- | --- | --- | --- | -- | -- | - | - | - | --------- | ------ |
| Број домаћинстава | 184 | 205 | 124 | 117 | 22 | 11 | 2 | 1 | 0 | 1         | 2,47   |

| Пол    | Укупно | Неожењен/Неудата | Ожењен/Удата | Удовац/Удовица | Разведен/Разведена | Непознато |
| ------ | ------ | ---------------- | ------------ | -------------- | ------------------ | --------- |
| Мушки  | 668    | 195              | 410          | 38             | 22                 | 3         |
| Женски | 740    | 143              | 409          | 160            | 28                 | 0         |
| УКУПНО | 1.408  | 338              | 819          | 198            | 50                 | 3         |

| Пол    | Укупно                    | Пољопривреда, лов и шумарство | Рибарство                            | Вађење руде и камена | Прерађивачка индустрија       |
| ------ | ------------------------- | ----------------------------- | ------------------------------------ | -------------------- | ----------------------------- |
| Мушки  | 302                       | 170                           | 0                                    | 0                    | 52                            |
| Женски | 178                       | 84                            | 0                                    | 0                    | 22                            |
| УКУПНО | 480                       | 254                           | 0                                    | 0                    | 74                            |
| Пол    | Производња и снабдевање   | Грађевинарство                | Трговина                             | Хотели и ресторани   | Саобраћај, складиштење и везе |
| Мушки  | 1                         | 7                             | 9                                    | 6                    | 15                            |
| Женски | 0                         | 1                             | 24                                   | 2                    | 2                             |
| УКУПНО | 1                         | 8                             | 33                                   | 8                    | 17                            |
| Пол    | Финансијско посредовање   | Некретнине                    | Државна управа и одбрана             | Образовање           | Здравствени и социјални рад   |
| Мушки  | 2                         | 2                             | 11                                   | 7                    | 2                             |
| Женски | 2                         | 1                             | 4                                    | 12                   | 16                            |
| УКУПНО | 4                         | 3                             | 15                                   | 19                   | 18                            |
| Пол    | Остале услужне активности | Приватна домаћинства          | Екстериторијалне организације и тела | Непознато            | Непознато                     |
| Мушки  | 4                         | 0                             | 0                                    | 14                   | 14                            |
| Женски | 3                         | 0                             | 0                                    | 5                    | 5                             |
| УКУПНО | 7                         | 0                             | 0                                    | 19                   | 19                            |